# نظام بيئي نهري

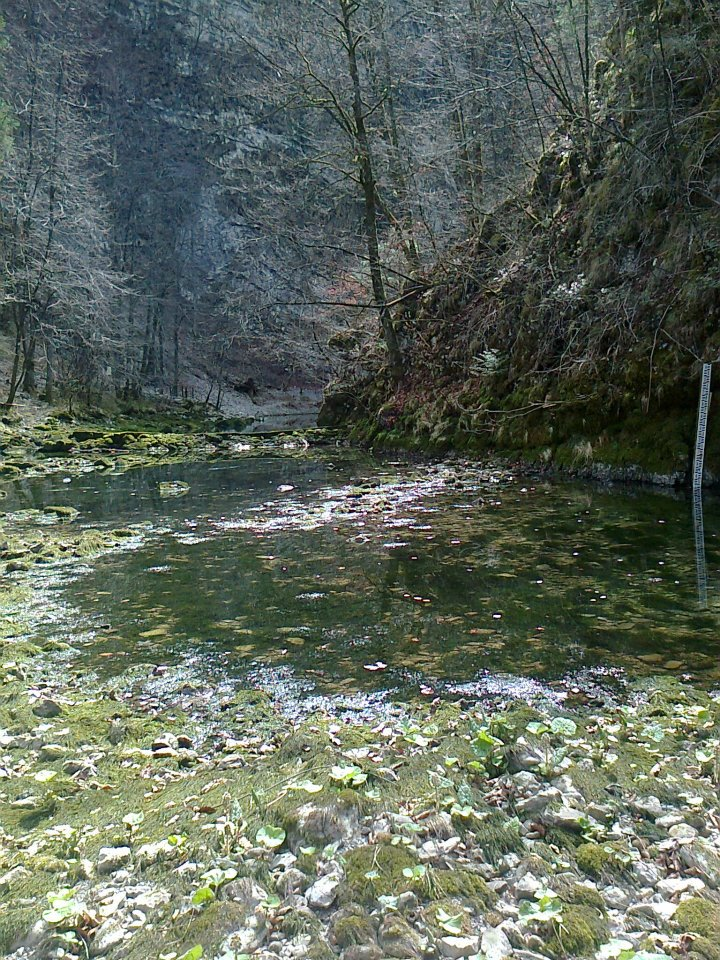
هذا النهر واحد من الانظمة البيئة النهرية الساحرة

الأنظمة البيئية النهرية هي مياه متدفقة تجري في المشهد البيئي وتضم التفاعلات الحيوية (الحية) بين النباتات والحيوانات والكائنات العضوية الدقيقة، بالإضافة إلى التفاعلات الكيميائية والفيزيائية اللاحيوية (غير الحية) لأجزائها العديدة. الأنظمة البيئية النهرية جزء من شبكات المستجمعات المائية الأوسع أو أحواض الصرف حيث تتدفق جداول أصغر من المنابع لتصرف في جداول متوسطة الحجم، وبدورها تصرف المياه في شبكات أنهار أكبر.
الأنظمة البيئية النهرية مثال بارز على الأنظمة الجريانية (اللوتيكية). وتشير كلمة لوتيكي إلى المياه الجارية، وتأتي من الجذر اللاتيني لوتوس، ويعني مغسول. تتنوع المياه الجريانية من ينابيع بعرض بضع سنتيمترات إلى الأنهار الكبرى بعرض كيلومترات. ينطبق جزء كبير من هذه المقالة على الأنظمة الحيوية الجريانية بشكل عام، بما فيها الأنظمة الجريانية المتعلقة بها كالجداول والينابيع. يمكن مباينة الأنظمة الجريانية مع الأنظمة الركودية (اللينتيكية)، التي تخص المياه الأرضية الراكدة نسبيًّا كالبحيرات والبرك والأراضي الرطبة. يشكل هذان النظامان البيئيان معًا مجال الدراسة الأوسع نسبيًّا الخاص بعلم البيئة المائية أو علم بيئة المياه العذبة.
تميز الخصائص الموحدة التالية دراسة علم بيئة المياه الجارية عن غيرها من المساكن المائية:
- الجريان وحيد الاتجاه.
- وجود حالة تغير فيزيائي دائم.
- ارتفاع درجة تنوع الخصائص على جميع المقاييس (المساكن البيئية الدقيقة).
- التنوع بين الأنظمة الجريانية مرتفع بشكل كبير.
- الكائنات الحية متخصصة للعيش في ظروف الجريان.

## العوامل اللاحيوية
تدعى المكونات غير الحية للنظام البيئي المكونات اللاحيوية. ومثالها الصخور، الهواء، التربة، ...إلخ.

### جريان الماء
جريان الماء باتجاه واحد عامل رئيسي في الأنظمة الجريانية يؤثر على نوع بيئتها. ولكن يمكن أن يكون تدفق التيار مستمرًّا أو متقطعًا. تدفق التيار نتيجة مجموع ما يدخل إليه من مياه جوفية، وهطولات، وتدفق على سطح الأرض. يمكن أن يتنوع جريان المياه بين الأنظمة، ويتراوح من جريانات غزيرة إلى مياه شبه راكدة تبدو تقريبًا كأنها أنظمة ركودية. يمكن أن تتنوع سرعة جريان المياه لعمود الماء أيضًا في النظام الواحد، وهي عرضة للاضطراب الفوضوي، مع أن سرعة المياه تكون عادةً أعلى ما يكون في الجزء الأوسط من قناة التيار (تعرف باسم القعر). ينتج عن هذا الاضطراب تفرقات للتيار من الشعاع الوسطي الذي يصف الجريان إلى الأسفل وفق نموذج تيارات إيدي. شعاع معدل التدفق الوسطي مبني على تنوع الاحتكاك مع قاع القناة أو جوانبها، وجيبيته، والعوائق، وتدرج الانحدار. بالإضافة إلى ذلك، فإن مقدار دخل المياه إلى النظام من الهطولات المباشرة، و/أو ذوبان الثلوج، و/أو المياه الجوفية يمكنه أن يؤثر على معدل التدفق. تقاس كمية المياه في تيار ما على أنها تدفق تصريف (وحدة حجم لكل وحدة زمن). مع جريان المياه باتجاه المصرف، غالبًا ما تكتسب الجداول والأنهار حجمًا من المياه، لذا فعند الجريان القاعدي (أي بعدم وجود دخل من العواصف)، يكون للجداول الأصغر للمياه الرأسية تدفق حجمي منخفض جدًّا، في حين تمتلك الأنهار الأكبر تدفقات أكبر بكثير. يشمل «نظام الجريان» لنهر أو جدول ما الأنماط العامة للجريان على مجال زمني سنوي أو مقدر بالعقود، ويمكن أن يخضع لتغيرات موسمية في الجريان.
في حين يحدد جريان الماء بشكل كبير من خلال المنحني، فإنه من الممكن للمياه الجارية أن تغير الشكل العام لمهد المجرى أو اتجاهه، وهي خاصية تعرف أيضًا باسم مورفولوجيا الأرض. ينشأ الشكل العام لعمود الماء من ثلاثة أفعال رئيسية: الحت (التآكل)، والنقل، والترسيب. وصفت الأنهار بأنها: «المصارف التي يجري عبرها ركام القارات». الأنهار تتآكل وتنقل وترسب الطبقات والرواسب والمواد العضوية بشكل مستمر. تخلق الحركة المستمرة للمياه والمواد المتأصلة عدة مساكن بيئية، من بينها الأخاديد والمزالق وبرك الجداول.

### الضوء
الضوء مهم في الأنظمة الجريانية، لأنه يوفر الطاقة اللازمة لقيادة الإنتاج الأساسي عن طريق التركيب الضوئي، ويمكنه أيضًا أن يوفر الملجأ للأنواع التي تشكل فرائس في الظلال التي يصنعها. يمكن أن يتعلق مقدار الضوء الذي يتلقاه النظام بمجموعة من المتغيرات الداخلية والخارجية للتيار. يمكن -على سبيل المثال- تظليل المساحة المحيطة بجدول صغير من قبل الغابات المحيطة أو جدران الوديان. تكون أنظمة الأنهار الكبيرة غالبًا عريضةً بحيث يقل تأثير المتغيرات الخارجية، وتصل الشمس إلى السطح. ولكن هذه الأنهار تكون عادةً أكثر اضطرابًا، وتضعف الجسيمات في الماء الضوء بشكل متزايد مع ازدياد العمق. يمكن للعوامل الموسمية والنهارية أيضًا أن تلعب دورًا في توفر الضوء لأن زاوية الورود، وهي الزاوية التي يضرب بها الضوء سطح المياه، يمكن أن تؤدي إلى ضياع الضوء من الانعكاس. وفق ما يعرف بقانون بير، فكلما كانت الزاوية أقل، كلما انعكس مقدار أكبر من الضوء وينخفض الإشعاع الشمسي المستقبل بشكل لوغاريتمي مع العمق. تشمل العوامل الإضافية المؤثرة على توافر الضوء كلًّا من تغطية السحب، والارتفاع، والموقع الجغرافي.

### درجة الحرارة
معظم الأنواع الجريانية (تعيش في المياه الجارية) متغيرة الحرارة (من ذوات دم بارد) تتغير درجة حرارتها الداخلية مع البيئة، لذا فإن درجة الحرارة عامل لاحيوي مهم لها. يمكن أن تسخن المياه أو تبرد عن طريق الإشعاع على السطح والتوصيل إلى الهواء والطبقات المحيطة أو منها. تكون الجداول الضحلة عادةً مخلوطة بشكل جيد وتحافظ على درجة حرارة منتظمة نسبيًّا في منطقة ما. ولكن في أنظمة المياه الأعمق والأبطأ حركةً، فقد ينشأ فرق كبير بين درجات الحرارة في القاع وعلى السطح. التغير في الأنظمة التي تتغذى من الينابيع قليل بأن الينابيع تكون عادةً من مصادر المياه الجوفية، القريبة عادةً من درجة حرارة الجو. تظهر عدة أنظمة تغيرات نهارية قوية، والتغيرات الموسمية أكبر ما تكون في الأنظمة القطبية والصحراوية والمعتدلة. يمكن لكل من مقدار الظل، والمناخ، والارتفاع أيضًا التأثير على درجة حرارة الأنظمة الجريانية.

### الكيمياء
تتنوع كيمياء المياه في الأنظمة الحيوية النهرية وفقًا لأنواع المحاليل والغازات المنحلة الموجودة في عمود الماء في المجرى. تحديدًا، يمكن لمياه الأنهار أن تشمل، عدا عن الماء ذاته:
- مادة غير عضوية منحلة وشوارد كبرى (كالسيوم، صوديوم، مغنيزيوم، بوتاسيوم، بيكربونات، كبريتيد، كلوريد)
- مغذيات غير عضوية منحلة (نتروجين، فسفور، سيليكا)
- مواد عضوية معلقة ومنحلة
- غازات (نتروجين، أكسيد النيتروس، ثنائي أكسيد الكربون، أكسجين)

فلزات نزرة وملوثات

#### المغذيات والشوارد المنحلة
يمكن اعتبار محاليل المجاري المنحلة إما نشطة تفاعليًّا أو محافظة. المحاليل النشطة تفاعليًّا تمثل حيويًّا عن طريق الكائنات الحية ذاتية التغذية وغيرية التغذية الموجودة في المجرى؛ ومن الأمثلة أنواع النتروجين غير العضوي كالنترات والأمونيوم، وبعض أشكال الفسفور (كالفسفور المنحل النشط تفاعليًّا)، والسيليكا. يمكن اعتبار محاليل أخرى محافظة، ما يشير إلى أن المحلول لا يؤخذ ويستخدم حيويًّا؛ ويعد الكلوريد عادةً محلولًا محافظًا. تستخدم المحاليل المحافظة عادةً كمتتبعات مائية لحركة المياه والنقل. تحدد كيمياء كل من المحاليل التفاعلية والمحافظة لمياه المجاري بشكل رئيسي من مدخلات تضاريس حوضه، أو مساحة مستجمعات المياه. يمكن أن تتأثر كيمياء مياه الجداول أيضًا بالهطولات، وإضافة ملوثات من مصادر بشرية. لا توجد عادةً فروق كبيرة في البنية الكيميائية في الأنظمة الجريانية الصغيرة بسبب ارتفاع معدلات الخلط. ولكن في أنظمة الأنهار الأكبر، تتناقص درجات تركيز معظم العناصر الغذائية والأملاح المنحلة والأس الهيدروجيني مع تزايد البعد عن منبع النهر.